# Саулиетис, Каспарс
Ка́спарс Са́улиетис (латыш. Kaspars Saulietis; 12 июня, 1987, Рига, Латвийская ССР, СССР) — латвийский хоккеист, крайний нападающий.

## Карьера
Каспарс Саелиетис начал свою карьеру в сезоне 2004/2005 в клубе ХК Рига 20, где сразу же стал одним из бомбардиров клуба. В конце сезона перешёл в клуб хоккейной лиги США «Де-Мойн Бакканиарс», где провёл 10 встреч. В 2005 году вернулся в Латвию, подписав контракт с клубом «Рига 2000», став
бронзовым призёром Белорусской экстралиги, а со вторым состав стал Чемпионом Латвии. В 2006 году во второй раз уехал в Северную Америку. Сезон 2006/2007 начал в Западной лиге в составе клуба «Келоуна Рокетс» после 24 встреч, перейдя в другой клуб этой же лиги «Реджайна Пэтс». В 2007 году в первый же игре сезона получил травму, после выздоровления вернулся в «Ригу 2000», где стал бронзовым призёром.
В 2008 году подписал контракт со жлобинским «Металлургом», в ноябре пошёл на повышение в минское «Динамо», набрав 4 очка (2+2) по системе гол+пас в 30 встречах. Свой первый гол в КХЛ забросил 30 декабря 2009 года в матче против череповецкой «Северстали». В той встрече минчане уступили «Северстали» по буллитам 2:3. 12 января 2010 года был отправлен в фарм-клуб «Динамо» — солигорский «Шахтёр», сыграв 3 встречи перед расторжением контракта. 26 января 2010 года расторг контракт с «Динамо» по обоюдному согласию сторон. Перед плей-офф усилил чешский клуб «Бензина Литвинов». За «Литвинов» сыграл 7 встреч в регулярном чемпионате и 3 в плей-офф, ни набрав ни одного очка.
В 2010 году перешёл в финский ХПК. В 2011 году был на просмотре в рижском «Динамо», однако полноценный контракт с ним не был подписан. В итоге Каспарс Саулиетис нашёл себе новый клуб гродненский «Неман», за который сыграл сезон 2011/2012, став самым недисциплинированным игроком в регулярке (155 минут штрафа). Серебряный призёр в составе «Немана».
В 2012 году подписал контракт с киевским «Соколом», однако после 11 встреч покинул клуб 20 октября и перешёл в минскую «Юность», выступающую в ВХЛ. В январе 2013 года Саулиетис и ещё 16 хоккеистов были сосланы в Белорусскую экстралигу в фарм «Юности» — «Юниор», где стал двукратным бронзовым призёром ОЧБ.
10 июня 2013 года подписал контракт с нефтекамским «Торосом». В предсезонном турнире «Кубка LADA» стал лучшим бомбардиром. В составе «Тороса» стал бомбардиром клуба в регулярном чемпионате и вторым бомбардиром в плей-офф, также становился обладателем Кубка Открытия ВХЛ и серебряным призёром ВХЛ.
Летом 2014 года подписал пробный контракт с рижским «Динамо», где поучаствовал в двух предсезонных турнирах. На Кубке Башкортостана сыграл 3 встречи и не набрал ни одного очка. В домашнем турнире — Кубок Латвийской железной дороги в четырёх встречах отметился одним голом. Первый гол за рижское «Динамо» в КХЛ забросил 13 сентября в матче против нижнекамского «Нефтехимика».

## Международная
На юниорском уровне принимал участие в чемпионатах мира 2004 и 2005 годов. В составе молодёжной сборной Латвии принял участие в трёх чемпионатах мира 2005, 2006 и 2007 годов.
В составе основной сборной принял участие в чемпионатах мира 2010, 2011, 2012 и 2015 годов.

## Достижения
- Серебряный призёр чемпионата мира в составе юниорской сборной I дивизиона (2005).
- Чемпион мира в составе молодёжной сборной I дивизиона (2005).
- Чемпион Латвии в составе «Рига 2000» (2006).
- Бронзовый призёр чемпионата Белоруссии в составе «Рига 2000» (2006).
- Серебряный призёр чемпионата мира в составе молодёжной сборной I дивизиона (2007).
- Бронзовый призёр чемпионата Латвии в составе «Рига 2000» (2008) и МОГО (2019).
- Серебряный призёр чемпионата Белоруссии в составе «Юниора» (2013).
- Обладатель Кубка Открытия ВХЛ в составе «Тороса» (2013).
- Серебряный призёр ВХЛ в составе «Тороса» (2014).
- Лучший нападающий нефтекамского «Тороса» в сезоне 2013/2014.

## Личная жизнь
Женат на фото-модели Катрин Саулиетис.

## Статистика выступлений

### Клубная
Последнее обновление: 31 марта 2019 года
|             |                    |                      | Регулярный сезон | Регулярный сезон | Регулярный сезон | Регулярный сезон | Регулярный сезон | Плей-офф | Плей-офф | Плей-офф | Плей-офф | Плей-офф |
| Сезон       | Команда            | Лига                 | Игр              | Г                | П                | Очк              | Штр              | Игр      | Г        | П        | Очк      | Штр      |
| ----------- | ------------------ | -------------------- | ---------------- | ---------------- | ---------------- | ---------------- | ---------------- | -------- | -------- | -------- | -------- | -------- |
| 2004—2005   | Де-Мойн Бакканиарс | USHL                 | 10               | 3                | 2                | 5                | 12               | —        | —        | —        | —        | —        |
| 2004—2005   | ХК Рига 20         | ЛХЛ                  | 25               | 11               | 14               | 25               | 28               | 2        | 0        | 0        | 0        | 0        |
| 2005—2006   | Рига 2000          | ОЧБ                  | 44               | 4                | 1                | 5                | 24               | —        | —        | —        | —        | —        |
| 2006—2007   | Келоуна Пекерс     | WHL                  | 24               | 9                | 8                | 17               | 22               | —        | —        | —        | —        | —        |
| 2006—2007   | Реджайна Пэтс      | WHL                  | 35               | 10               | 7                | 17               | 43               | 10       | 1        | 1        | 2        | 12       |
| 2007—2008   | Реджайна Пэтс      | WHL                  | 1                | 0                | 0                | 0                | 0                | —        | —        | —        | —        | —        |
| 2007—2008   | Рига 2000          | ЛХЛ                  | 16               | 1                | 0                | 1                | 38               | —        | —        | —        | —        | —        |
| 2008—2009   | Металлург Жл       | ОЧБ                  | 20               | 14               | 8                | 22               | 34               | —        | —        | —        | —        | —        |
| 2008—2009   | Динамо Минск       | КХЛ                  | 30               | 2                | 2                | 4                | 63               | —        | —        | —        | —        | —        |
| 2009—2010   | Динамо Минск       | КХЛ                  | 24               | 4                | 1                | 5                | 39               | —        | —        | —        | —        | —        |
| 2009—2010   | Шахтёр             | ОЧБ                  | 3                | 0                | 2                | 2                | 14               | —        | —        | —        | —        | —        |
| 2009—2010   | Бензина Литвинов   | Экстралига           | 7                | 0                | 0                | 0                | 0                | 3        | 0        | 0        | 0        | 0        |
| 2010—2011   | ХПК                | СМ-Лига              | 56               | 4                | 15               | 19               | 96               | 1        | 0        | 0        | 0        | 0        |
| 2011—2012   | Неман              | ОЧБ                  | 37               | 12               | 20               | 32               | 156              | 10       | 0        | 1        | 1        | 0        |
| 2012—2013   | Сокол Киев         | ПХЛ                  | 11               | 3                | 5                | 8                | 10               | —        | —        | —        | —        | —        |
| 2012—2013   | Юность-Минск       | ВХЛ                  | 6                | 3                | 1                | 4                | 8                | —        | —        | —        | —        | —        |
| 2012—2013   | Юниор              | ОЧБ                  | 5                | 3                | 3                | 6                | 4                | 2        | 1        | 1        | 2        | 0        |
| 2013—2014   | Торос              | ВХЛ                  | 45               | 11               | 15               | 26               | 57               | 16       | 3        | 6        | 9        | 6        |
| 2014—2015   | Динамо Рига        | КХЛ                  | 44               | 4                | 4                | 8                | 25               | —        | —        | —        | —        | —        |
| 2015—2016   | Динамо Рига        | КХЛ                  | 51               | 7                | 4                | 11               | 59               | —        | —        | —        | —        | —        |
| 2016—2017   | Динамо Рига        | КХЛ                  | 37               | 1                | 2                | 3                | 30               | —        | —        | —        | —        | —        |
| 2017—2018   | Нове Замки         | Словацкая экстралига | 25               | 8                | 7                | 15               | 14               | 4        | 0        | 2        | 2        | 4        |
| 2018—2019   | МОГО               | ЛХЛ                  | 22               | 14               | 13               | 27               | 24               | 10       | 8        | 3        | 11       | 2        |
| Всего в КХЛ | Всего в КХЛ        | Всего в КХЛ          | 186              | 18               | 13               | 31               | 216              | —        | —        | —        | —        | —        |
| Всего в ВХЛ | Всего в ВХЛ        | Всего в ВХЛ          | 51               | 14               | 16               | 30               | 30               | 15       | 3        | 6        | 9        | 6        |

### Международная
| Год         | Сборная     | Турнир      | И  | Г | ГП | О | Штр |
| ----------- | ----------- | ----------- | -- | - | -- | - | --- |
| 2010        | Латвия      | ЧМ          | 3  | 0 | 1  | 1 | 4   |
| 2011        | Латвия      | ЧМ          | 6  | 3 | 1  | 4 | 2   |
| 2012        | Латвия      | ЧМ          | 7  | 0 | 0  | 0 | 6   |
| 2015        | Латвия      | ЧМ          | 7  | 0 | 0  | 0 | 0   |
| Всего на ЧМ | Всего на ЧМ | Всего на ЧМ | 23 | 3 | 2  | 5 | 12  |